# Santa Giovanna Antida Thouret (titre cardinalice)
Le titre cardinalice de Santa Giovanna Antida Thouret (Sainte Jeanne-Antide Thouret) est érigé par le pape François le 7 décembre 2024) et rattaché à l'église homonyme.

## Titulaires
- Dominique Mathieu, O.F.M. Conv. (depuis 2024)